# Commerce de gros

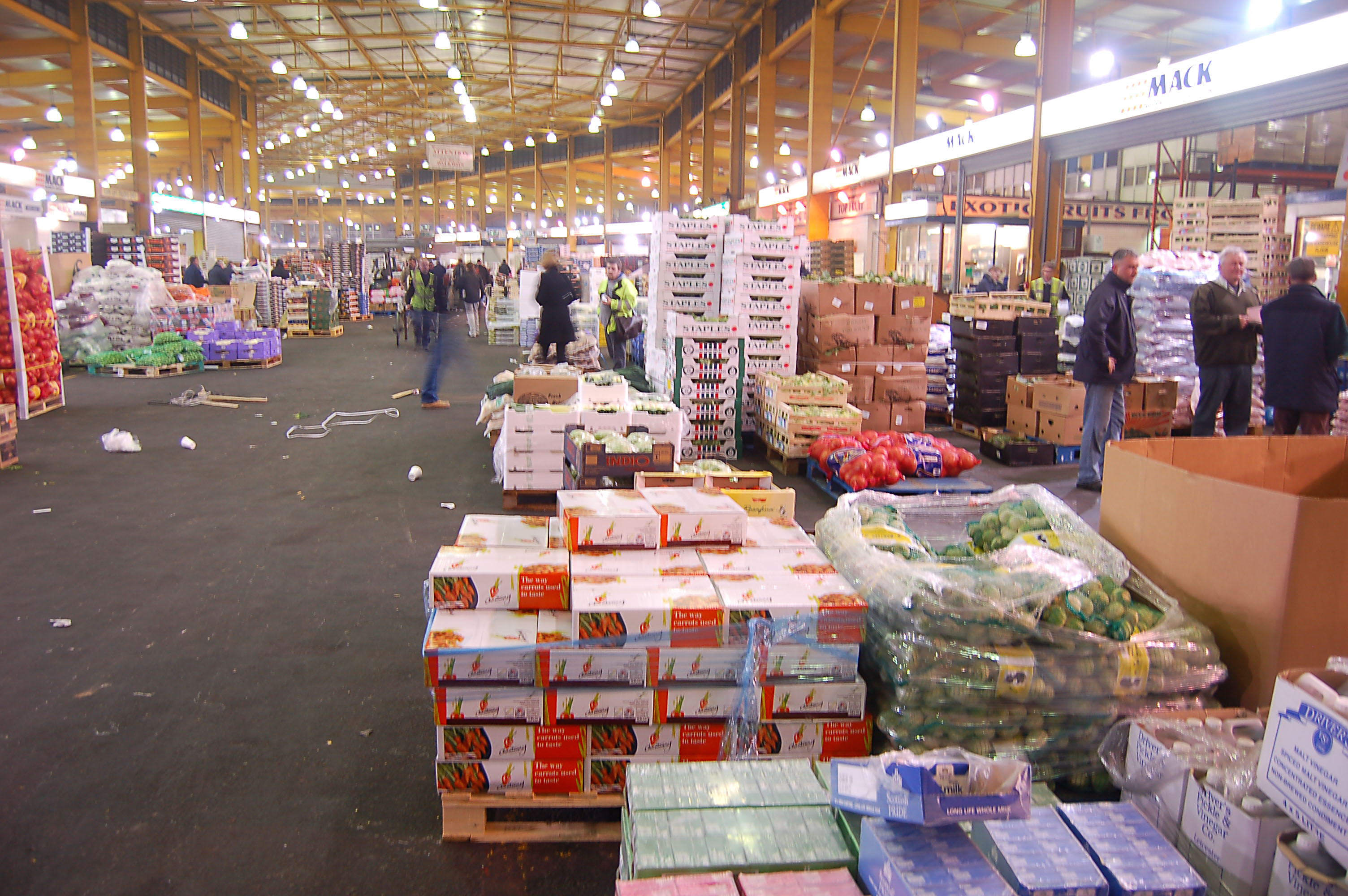
Le commerce de gros de Birmingham.

Le commerce de gros ou commerce inter-entreprises ou négoce correspond à l’ensemble des entreprises (allant des TPE/PME aux grands groupes internationaux) qui achètent et/ou vendent des biens et des services exclusivement à d'autres entreprises ou acheteurs professionnels. Au sens de l'INSEE, le commerce de gros se caractérise par « la revente de marchandises à des clients professionnels. Les unités relevant de cette activité principale sont des grossistes, des centrales d’achat et des intermédiaires du commerce de gros.»
Cette fonction s’est beaucoup modernisée grâce au développement de la notion de « service » entre fabricants et acheteurs professionnels. Qui plus est, ce secteur d’activité connaît une croissance économique régulière : en France, il représente 1152 milliards d’euros de chiffre d’affaires en 2022, 161 413 entreprises (à près de 90 % de Microentreprises), et près d'un million de salariés en EQTP (Equivalent temps plein).

## Fonctionnement de la vente en gros
La vente au volume ou en gros désigne la commercialisation de produits et/ou services en quantité.
Les ventes en volume, selon l'Insee, ne représentent pas une quantité physique, mais l'évolution des ventes corrigée des variations des prix de vente. Cela permet de mesurer la dynamique économique réelle en éliminant les effets de l'inflation ou des baisses de prix.

## Grossiste
Un grossiste est une entreprise servant d'interface entre le fournisseur et les nombreux clients professionnels qui utilisent ses produits.
L’intermédiation du grossiste peut se décomposer en quatre catégories de fonction distinctes :
- Les fonctions physiques et logistiques renvoient à l’assortiment, au stockage, au fractionnement et au transport des marchandises. Ces différentes activités viennent en appui au contrat commercial, et permettent au client professionnel de disposer, à son rythme, des marchandises. En effet, en plus de la gestion des flux de marchandises qui garantit la disponibilité d’un produit sur un point de vente, la logistique permet de répondre aux besoins spécifiques des clients professionnels, et inclut de plus en plus « des services sur mesure », comme le conditionnement. Qui plus est, la distribution des produits se fait de manière journalière, par le biais de tournées de livraison ou de livraisons personnalisées - lorsque la quantité de marchandises transportées le justifie.
Ainsi, la qualité du service logistique représente un important facteur de différenciation vis-à-vis des concurrents.
- Les fonctions d’information : au fait des dernières innovations et détenteur d’une réelle connaissance du produit (caractéristiques techniques, etc.), le grossiste assure une parfaite circulation des informations de l’amont vers l’aval, mais aussi de l’aval vers l’amont. En effet, tant à l’écoute du marché et des attentes des clients professionnels que de ses fournisseurs, il permet un rééquilibrage permanent entre l’offre et la demande. Qui plus est, cette position intermédiaire/centrale fait du grossiste un excellent promoteur de nouveautés.
- Les fonctions financières : l’acheminement des marchandises induit nécessairement des changements de propriété, et ainsi des flux financiers.
Les délais de paiement/crédits accordés par les grossistes garantissent aux clients professionnels une gestion plus souple de leur trésorerie ; une démarche souvent indispensable pour les TPE et PME.
- Les autres fonctions de service : véritable « apporteur de solutions », le grossiste complète son offre commerciale de services divers, adaptés aux besoins des clients professionnels : études techniques, assistance dans la gestion du point de vente, études de marchés, etc.

## Grossistes et commerce B to B
Le commerce de gros appartient au secteur du commerce interentreprises (ou secteur « B to B », « Business to Business »).
Le commerce de gros intègre trois secteurs distincts :
- Les biens d'équipement interindustriels ;
- Les biens de consommation non-alimentaires ;
- Les biens de consommation alimentaires.

### Biens d'équipement interindustriels
Les biens d'équipement Interindustriels correspondent aux besoins des entreprises à se fournir en équipements afin de mener à bien leur activité.
Parmi ces biens on peut trouver : la quincaillerie industrielle, l’approvisionnement au bâtiment, la distribution automobile, le négoce de matériaux ou encore le négoce en appareils sanitaires, chauffage, climatisation et canalisation. Les biens d’équipement interindustriels représentent les biens qui seront intégrés dans la chaine de production, qu'ils représentent une partie du produit final ou un bien interne à l'entreprise.
En 2013, ce secteur représente 500 000 emplois et 284 milliards € de chiffre d’affaires.

### Biens de consommation non-alimentaires
Les biens de consommation non-alimentaires représentent les biens qui ne sont ni alimentaires, ni à destination du processus de fonctionnement d'une entreprise. Ils sont destinés à être commercialisés sans transformation (à la différence des biens de consommation interindustriels).
Parmi eux on retrouve : la répartition pharmaceutique, le négoce de produits de coiffure et parfumerie, ou encore le négoce des chaussures, jouets et textiles.
En 2013, ce secteur représente 300 000 emplois et 174 milliards € de chiffre d’affaires.

### Biens de consommation alimentaires
Comme son nom l’indique, le secteur des biens de consommation alimentaires inclut tous les biens comestibles, qu’il s’agisse de produits finis ou amenés à être transformés par l’homme : négoce des fruits et légumes, des produits laitiers, des bestiaux, des boissons, des céréales ou encore des produits surgelés.
En outre, il existe plusieurs types de grossiste alimentaire : les grossistes indépendants, les grossistes spécialisés et les grossistes sur le MIN (Marché d'intérêt national) – comme le MIN de Rungis. Le leader de l'industrie est la société Pomona
En 2013, ce secteur représente 180 000 emplois et 172 milliards € de chiffre d’affaires.